# Parafia św. Jadwigi w Łodzi
Parafia Świętej Jadwigi – rzymskokatolicka parafia znajdująca się we wsi Łódź, w gminie Stęszew, w powiecie poznańskim. Należy do dekanatu stęszewskiego.